# 变脸

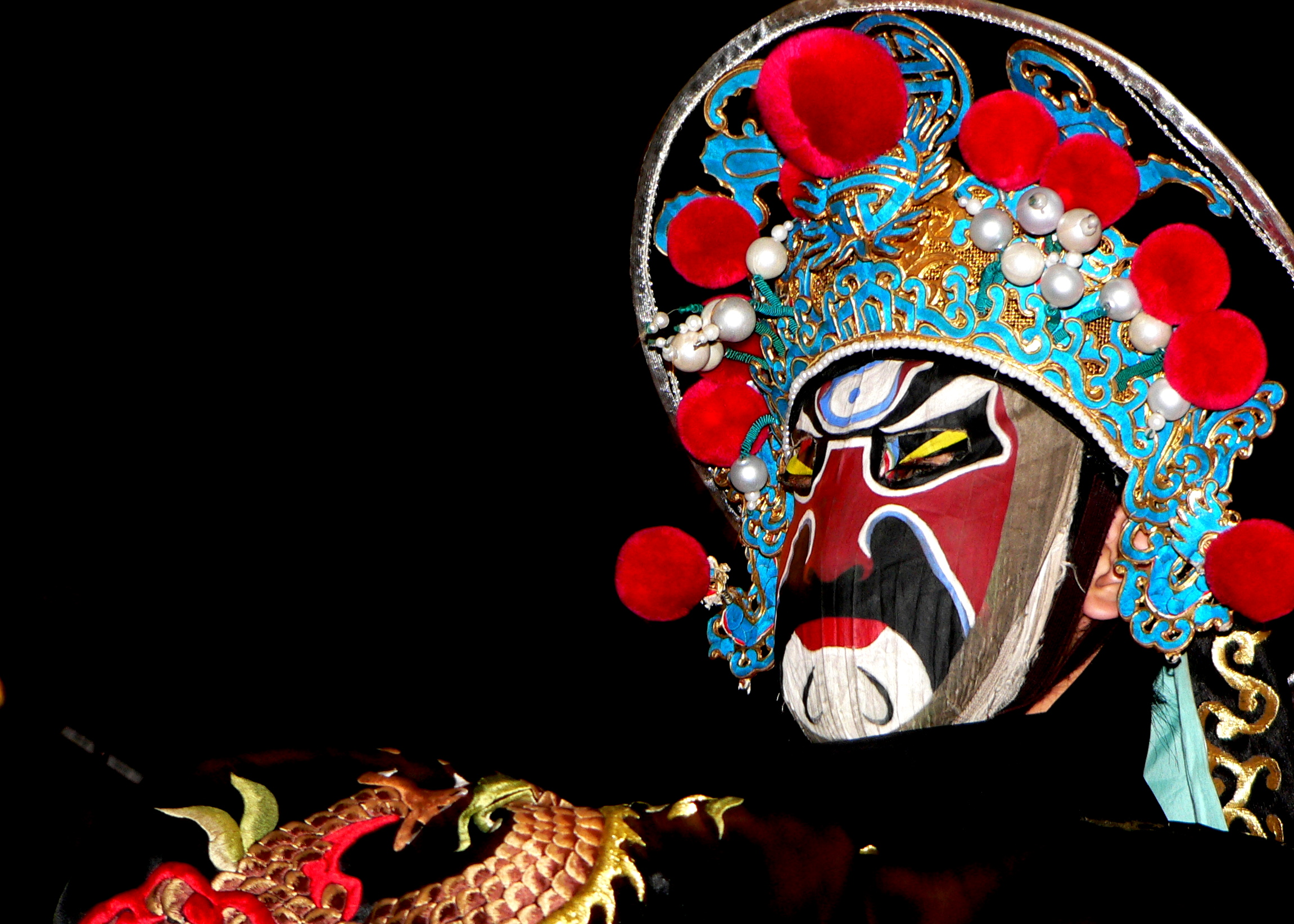
变脸表演

變臉是一種源自於中國川劇的藝術。它不像其他戲劇表演，演員的化妝必須重新在後台換粧或換上另外的服飾或以布幕隔開，才能再出場表演；「變臉」最神奇之處，在於短時間內變出多款面譜。川劇的演員運用「變臉」絕活，能不換場就變出五種臉相，不管喜、怒、哀、樂、或是驚訝、憂傷都可以在一剎那間變化出來，使得演員能夠將劇中人物的內心起伏，藉由臉相的轉變，表現得更為淋漓盡致。如果加上換場，川劇演員更可以再增加七到十個臉相來，增加戲劇的張力和震撼性。最知名的川剧变脸大师是彭登怀。

## 方法
變臉是川劇表演藝術的特殊技巧之一。它是劇中人物內心思想感情的一種浪漫主義表現手法。變臉的方法大體分爲四種：抹臉、吹臉、扯臉、鬼臉。

### 抹臉
將油彩塗在臉上的某一個特定部位上，到時再用手往臉上一抹，就可以變成另外一種臉色。如果要全部改變，則將油彩塗於額上或眉毛上，如果只變下半部的臉，則將油彩塗在臉上或鼻子上即可。

### 吹臉
只適合於粉末狀的化妝品，如金粉、墨粉、銀粉等，有的是在舞臺的地面上擺一個很小的盒子，內裝粉末，演員到時做一個伏地的舞蹈動作，趁機將臉貼近盒子一吹，粉末撲在臉上，立即變成另一種顔色的臉。

### 扯臉
比較複雜的一種變臉的方法。它是事前將臉譜畫在一張張綢子上，剪好，每張臉譜上都繫一根絲線。再一張一張地貼在臉上，絲線則繫在衣服的某一個順手而又不引人注目的地方，隨著表演的需要，在舞蹈動作的掩護下，再一張一張地扯下來。
表演者會預先自製多款面譜，塗上不同的面譜，扣上透明的魚絲後，便悉數貼在面上，準備上臺演出。
「變臉」面具要度身訂造，確保能具有貼面的效果，過往是用完即棄，現在經改良後，可以循環再用。

### 鬼臉
直接臉部肌肉扮鬼臉。